# Steve Carlton
Steven Norman Carlton (nació el 22 de diciembre de 1944 en Miami, Florida) es un exjugador de béisbol de Estados Unidos que actuó como lanzador en las Grandes Ligas. Jugó para seis equipos deferentes durante su trayectoria de 1965 a 1988, pero sus mayores logros los consiguió en su etapa con los Philadelphia Phillies donde ganó cuatro premios Cy Young. Fue seleccionado para ingresar al Salón de la Fama en 1994.
Carlton es el segundo lanzador zurdo de todos los tiempos en ponches propinados y el cuarto entre todos los pitchers. Igualmente, es el segundo en victorias entre los lanzadores zurdos y el onceno en general. Fue el primer pitcher en ganar cuatro Premios Cy Young. Fue el líder de todos los tiempos en ponches varias veces entre 1982 y 1984, antes que su contemporáneo Nolan Ryan lo aventajara. Uno de sus récords más sorprendentes fue ganar cerca de la mitad (46%) de los juegos de su equipo durante una temporada, cuando ganó 27 partidos para los Phillies (59-97) ocupantes de la última plaza del campeonato de 1972. Se mantiene como el último pitcher de la Liga Nacional en ganar 25 o más partidos en una temporada, así como, el último en lanzar 300 innings o más en una temporada. Además, posee el récord de por vida en balks cometidos con 90 y el de corredores sorprendidos en base con 144.

## Carrera en Grandes Ligas
Carlton ganaría su primera Serie Mundial con los St. Louis Cardinals en 1967, cuando ya era conocido por su dominio sobre los bateadores rivales y formaba parte de la rotación abridora de los Cardinals. En la temporada de 1969 logró 19 ponches en un partido contra los New York Mets imponiendo un récord para la época en la historia del béisbol moderno.
En su primera temporada en Philadelphia, Carlton lideró la Liga en ganados (27), juegos completos (30), ponches (310) y PCL (1.97) a pesar del balance de los Phillies ser de 57-97. Durante esta temporada Carlton encadenó una racha de 15 victorias consecutivas. Posteriormente, los Phillies mejoraron el equipo, logrando ganar la División Este de la Liga Nacional tres temporadas consecutivas 1976-1978. En 1980, Carlton contribuyó con los Phillies en su primera victoria de Serie Mundial, apuntándose a título personal la victoria en el último partido.
En el 2004, cuando ingresó al Salón de la Fama, obtuvo el 96% de los votos, una de las votaciones más altas de la historia. En 1999, “The Sporting News” lo ubicó en el puesto 30 de la lista de los 100 mejores jugadores de béisbol de la historia (100 Greatest Baseball Players) y fue nominado para el Juego de la Centuria de las Grandes Ligas (Major League Baseball All-Century Team). Los Phillies retiraron el número 32 de su camiseta y además, colocaron una estatua de Carlton que se encuentra actualmente en el Citizens Bank Park.